# Bosnien och Hercegovina i olympiska sommarspelen 2016
Bosnien och Hercegovina deltog med 11 deltagare vid de olympiska sommarspelen 2016 i Rio de Janeiro. Ingen av landets deltagare erövrade någon medalj.